# Necronomidol
Necronomidol (ネクロノマイドル) est un groupe d'idoles japonaises formé en mars 2014 et basé à Tokyo, interprétant des chansons principalement aux styles black metal, dark wave et NWOBHM (New wave of British heavy metal).
Sur scène, les filles emmènent le public dans un univers parallèle au travers de leurs performances. Le nom du groupe provient du nom Necronomicon (le livre maudit qui apparaît dans les œuvres d'horror-fantasy de Howard Phillips Lovecraft) et des mots ordinaires suivants : necromancer (ネクロ魔, nekuro ma), magic (魔, ma) et idol (アイドル).
Les principaux thèmes de Necronomidol sont la mort et le côté obscur. Certains titres de chanson proviennent également de l'œuvre de H.P. Lovecraft : Ithaqua, Azathot, R'lyeh, Strange Aeons, etc.

## Histoire
Le groupe d'idoles a été formé en mars 2014 par huit membres : Kaede, Kagura Nagata, Aisa
Miyano, Rio Maeda, Setsuko Henmi, Sari, Rū Tachibana et Risaki Kakizaki. Mais durant avril 2014, quatre d'entre elles (citées en premier) quittent successivement le groupe.
Le 1er concert des Necronomidol a eu lieu en juin 2014 au Muryoku Muzenji à Tokyo. Leur premier single Ikotsu Mofubuki est sorti au cours du même mois.
En fin d'année, Hotaru Tsukumo est recrutée en décembre 2014.
Setsuko Henmei a effectué sa graduation le mois suivant, en janvier 2015, en raison de problèmes de santé. Le groupe tient un show mensuel Aku no Chubomi (悪のちゅボミ) qui débute le même mois.
Rū Tachibana a effectué sa graduation en avril 2015. Karen Kusaka et Hina Yotsuyu ont rejoint le groupe d'idoles en mai 2015.

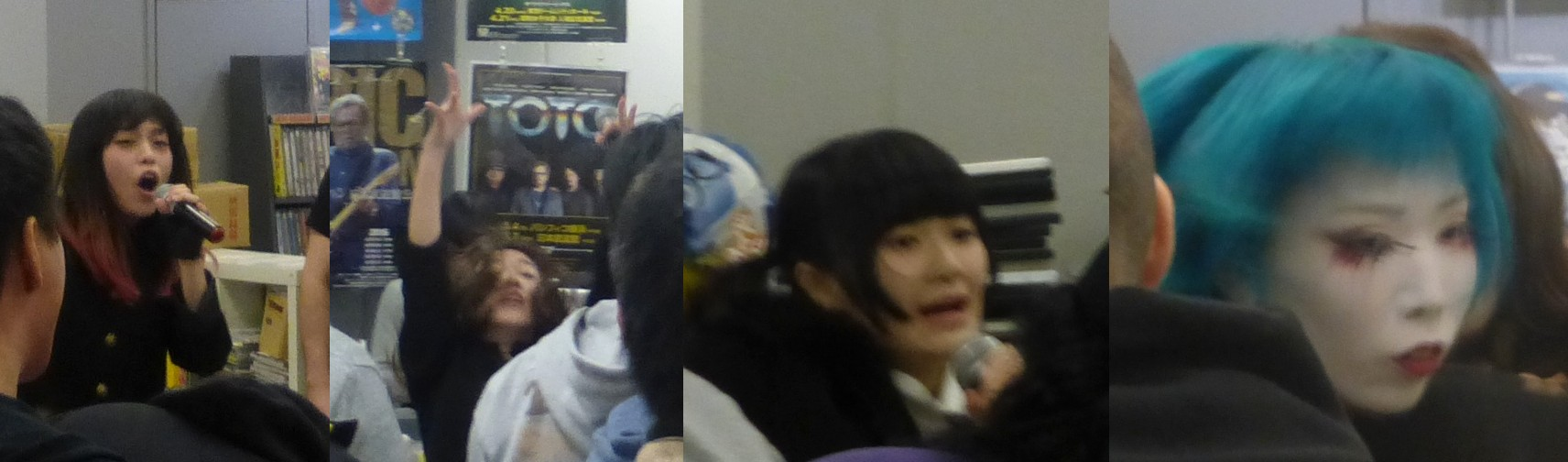
Necronomidol en concert dans une salle de Tower Records, à Tokyo, en 22 novembre 2015.
De gauche à droite : Risaki Kakizaki, Karen Kusaka, Hina Yotsuyu et Sari.

Le 1er one-man live des Necronomidol s'est déroulé en juin 2015 au Sound Studio DOM. Cet événement célébrait le premier anniversaire de leurs débuts. Elles ont donné des concerts à Taïwan en septembre 2015.
Les filles collaborent en janvier 2016 avec Shintaro Kago pour créer des stickers Line.
Leur 1er album Nemesis est mis en vente en février 2016,. Il inclut la chanson Nayenezgani.
Les Necronomidol se produisent en concert en Nouvelle-Calédonie (France) en mars 2016.
L'album EP from chaos born, en vente en juin 2016, inclut six chansons. Les illustrations des pochettes de leurs CD ont été réalisées par de fameux artistes de manga tels que Senno Knife, Shintaro Kago, Maruo Suehiro, Toshio Maeda.
Du 13 au 15 septembre 2016, le groupe se produit à Taïwan.
Karen Kasuka effectue sa graduation en octobre 2016. C'est ensuite au tour de Hotaru Tsukumo de quitter le groupe en novembre suivant pour se consacrer à ses études à l'université ; ses activités dans l'industrie du divertissement sont également suspendues. Le 2 novembre 2016, un nouveau membre Rei Imaizumi joint le groupe.
Le 18 novembre 2016, c'est au tour de Hotaru Tsukumo d'annoncer sa graduation du groupe et arrêter ses activités dans l'industrie du divertissement ; elle explique avoir décidé de quitter le groupe d'idoles pour se consacrer à ses études à l'université. Elle fait sa dernière apparition en tant que membre du groupe le 29 novembre au cours du Corazon Fes vol.21 (コラソンフェスvol.21) ; le live a lieu au Shimokitazawa Garden à Tokyo.
Les membres débutent l'année 2017 avec l'intégration effective d'une nouvelle fille Himari Tsukishiro le 3 janvier et avec l'événement A New Dark Age Dawns qui se tient le 5 janvier au Rokumeikan de Meguro. Le même mois, le groupe dévoile de nouveaux costumes et plusieurs chansons lors du show, de même que l'annonce de nombreux nouveaux projets pour 2017.
Tout d'abord, le deuxième album Deathless sort le 22 février suivant,, le premier album avec les nouveaux membres Himari Tsukishiro et Rei Imaizumi.
Le groupe se rend en Thaïlande pour se produire en concert les 18 et 19 mars au Bluebox Studio M Theatre à Bangkok. Le 19 mai 2017, le groupe annonce se produire à Metz en France le 18 juillet suivant.
Le 6 novembre 2017, le groupe annonce entamer une tournée aux États-Unis en décembre suivant ; cette tournée s'intitule DARKNESS OVER THE PACIFIC tour et se déroulera du 15 au 22 décembre dans les villes suivantes : à Los Angeles, à Portland (Oregon), à Seattle et à San Francisco,.

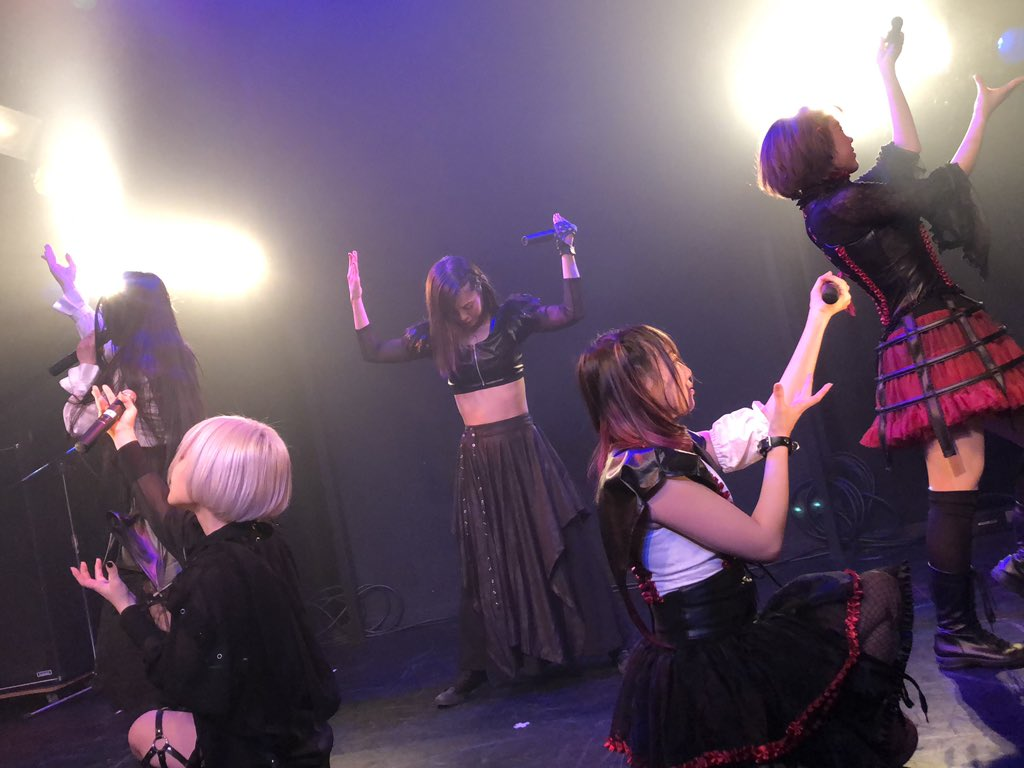
Necronomidol en concert au Shibuya CHELSEA HOTEL à Tokyo le 11 février 2019.
De gauche à droite : Himari Tsukishiro (au-dessus), Michelle, Risaki Kakizaki (au milieu), Kinogu Kenbishi et Rei Imaizumi (au-dessus).

Le groupe dévoile leur nouveau single Stange Aeons en janvier 2018. Le troisième album Voidhymn est sorti en septembre 2018 et contient les singles Dawnslayer et Strange Aeons.
Le octobre 2018, Sari et Hina Yotsuyu annoncent leur prochain départ du groupe pour le 7 janvier 2019. Sari a mentionné que la raison pour laquelle elle a décidé de quitter le groupe était que son chemin à suivre en tant que personne commençait à diverger de celui que le groupe prenait. Hina, quant à elle, souhaite quitter le groupe pour lui permettre d'avancer avec de nouveaux membres.
Le 13 janvier 2019, deux nouvelles filles intègrent le groupe Michelle et Kunogi Kenbishi. Le groupe avec ses nouvelles recrues un nouvel EP scions of the blasted heath le 12 juin suivant.
Début septembre, Konugi Kenbishi quitte finalement le groupe après huit mois passés en son sein.
Le 20 septembre, est annoncée une prochaine audition pour recruter de nouveaux membres
En raison de divergences artistiques, trois membres Risaki Kakizaki, Rei Imaizumi et Michelle décident de quitter Necronomidol au cours de la nouvelle année. Elles quittent officiellement le groupe en avril 2020, faisant au passage de Risaki Kakizaki la dernière des membres fondatrices du groupe à le quitter. Les trois filles poursuivent leurs activités dans une autre agence M-Smile (où sont produits des artistes tels que Rami the Requiem ou encore le groupe d'idoles Starmarie) à partir de mai 2020.
Pour les remplacer, trois nouvelles filles sont recrutées début mai 2020 : Nana Kamino, Shiki Rukawa et Roa Toda.

## Membres

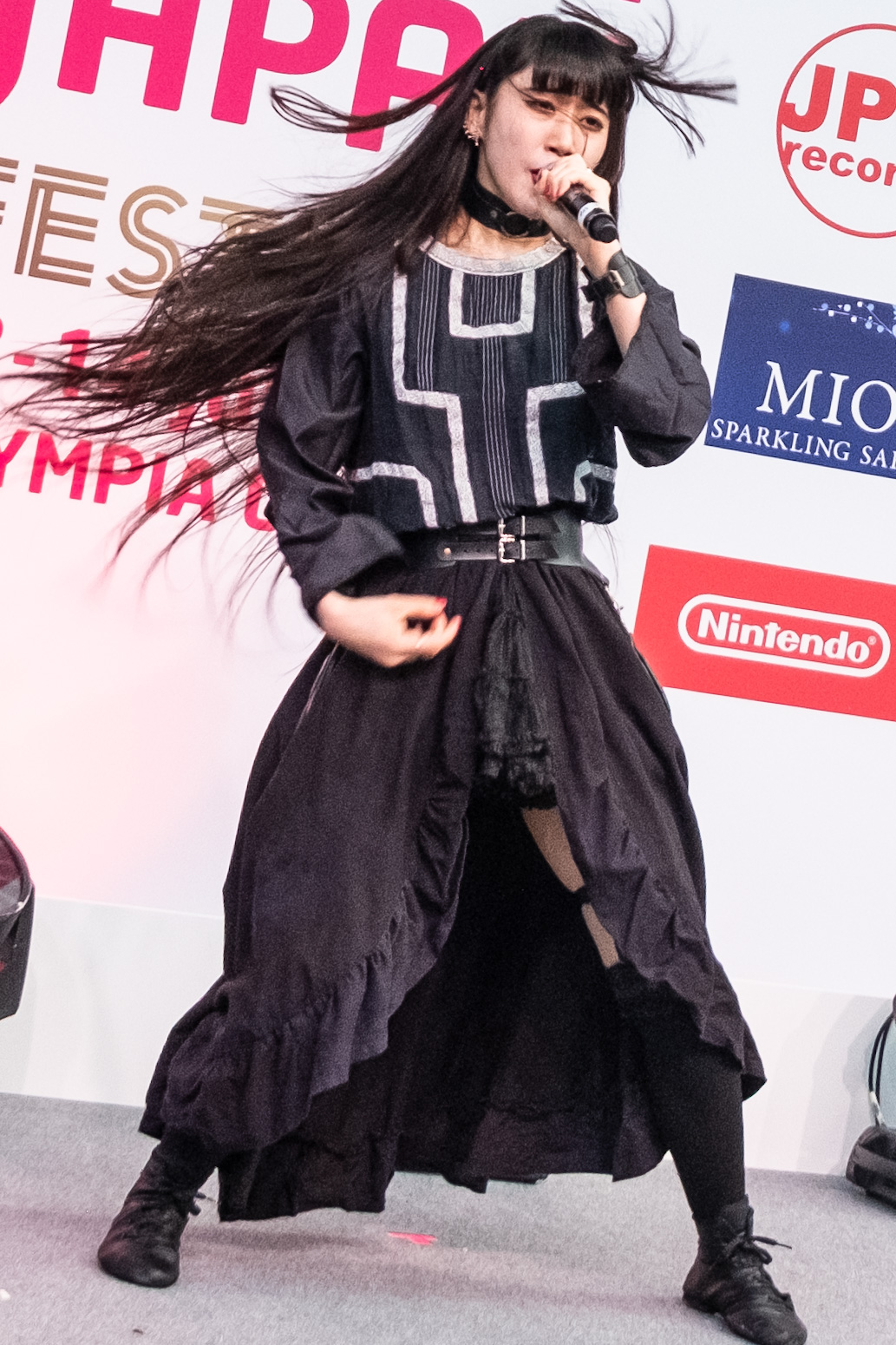
Himari Tsukishiro en concert avec le groupe au Hyper Japan à Londres, le 14 juillet 2019.

### Membres actuels
- Himari Tsukishiro (月城ひまり?) : joint le 5 janvier 2017
- Nana Kamino (神乃菜愛?) : joint le 1er mai 2020
- Shiki Rukawa (流川慈綺?) : joint le 1er mai 2020
- Roa Toda (兎蛇髏亞?) : joint le 1er mai 2020

### Anciens membres
- Kaede : membre d'origine ; quitte le 8 avril 2014
- Kagura Nagata : membre d'origine ; quitte le 8 avril 2014
- Aisa Miyano : membre d'origine ; quitte le 19 avril 2014
- Rio Maeda : membre d'origine ; graduée le 5 mai 2014
- Setsuko Henmei (逸見静羅?) : membre d'origine ; graduée le 9 janvier 2015
- Rū Tachibana (橘涙雨?) : membre d'origine ; graduée le 16 avril 2015
- Karen Kusaka (久坂華恋?) : joint le 24 mai 2015 ; graduée le 16 octobre 2016
- Hotaru Tsukumo (九十九ほたる?) : joint le 28 décembre 2014 ; graduée le 29 novembre 2016
- Sari (瑳?) : membre d'origine : graduée le 7 janvier 2019
- Hina Yotsuyu (夜露ひな?) : joint le 11 mai 2015 ; graduée le 7 janvier 2019
- Kunogi Kenbishi (剣菱くのぎ?) ; joint le 13 janvier 2019 ; graduée  28 septembre 2019
- Risaki Kakizaki (柿崎李咲?) : membre d'origine ; graduée le 16 mars 2020
- Rei Imaizumi (今泉怜?) : joint le 2 novembre 2016 ; graduée le 16 mars 2020
- Michelle (みしぇる?) : joint le 13 janvier 2019 ; graduée le 16 mars 2020

## Discographie

### Albums
Albums studio
EP